# Mariano Blanc
Mariano Blanc Díaz (Madrid, 1947-Aviles, 5 de febrero de 2022) fue un economista español, que contribuyó a la internacionalización de Duro Felguera (1992-2013).

## Biografía
Mariano Blanc nació en Madrid, en el seno de una familia de nueve hermanos. Se formó en el Liceo francés, y al concluir su carrera universitaria se trasladó a Asturias, donde inició su trayectoria profesional en Ensidesa y Altos Hornos de Vizcaya (1970-1975). Tras esos años de experiencia profesional, se instaló en Cambridge (Massachusetts), donde  trabajó en el Instituto Tecnológico de Massachusetts (1976-1978). Después de pasar por Bankunión (1979-1982) y por el IESE Business School, donde fue profesor (1983-1985) fue fichado por el Banco Hispano Americano, primero como Director financiero y de Recursos Humanos de la sociedad de ingeniería del Banco Hispano Americano, EPTISA (1985-1988); y después como consejero delegado de Hispano 92, la sociedad de servicios de dicha entidad para la Expo de Sevilla (1989-1992), donde fue promotor de los espectáculos de diversos artistas como Mark Knopfler o Kiko Veneno.
Desde la capital andaluza se trasladó al Principado de Asturias, al ser nombrado director financiero del grupo empresarial Duro Felguera (1992-2013). En sus últimos años profesionales fue el director del Departamento de Relación con Accionistas e Inversores.
Entre sus aficiones destacaban las corridas de toros, la montaña y las matemáticas.
En los años setenta conoció a Cristina Muro de Zaro, con la que se casó y formó una familia numerosa. El matrimonio tuvo ocho hijos -Gabriela, Cristina, Mariano, Paloma, Juan, Alejandra, Carlos y Miguel Blanc Muro de Zaro- y 38 nietos. Trasladaron su residencia desde Soto de Llanera, a una casa de indianos en Nava, y finalmente a Luanco.
De profundas convicciones religiosas, su fe le ayudó a sobrellevar el párkinson que mermó notablemente su salud antes de fallecer en Avilés a los 75 años.